# 乙氧基乙酸
乙氧基乙酸是一种有机化合物，化学式为C4H8O3。它可由氯乙酸和乙醇钠反应，再酸化后制得。它可以和草酰氯在二甲基甲酰胺催化下反应，可以得到乙氧基乙酰氯。